# Evangelische Kirche Carlsdorf

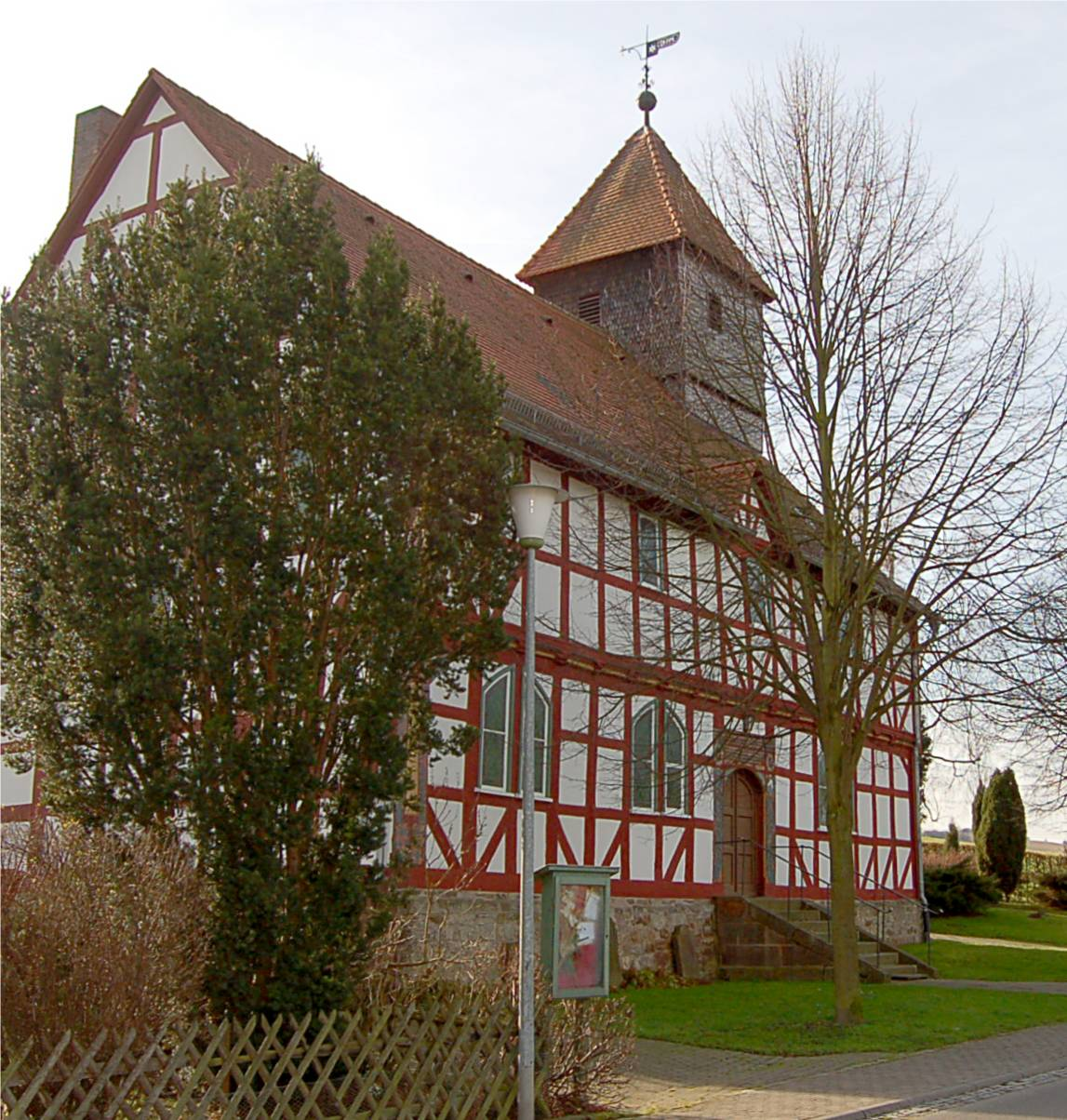
Kirche in Carlsdorf (2007)

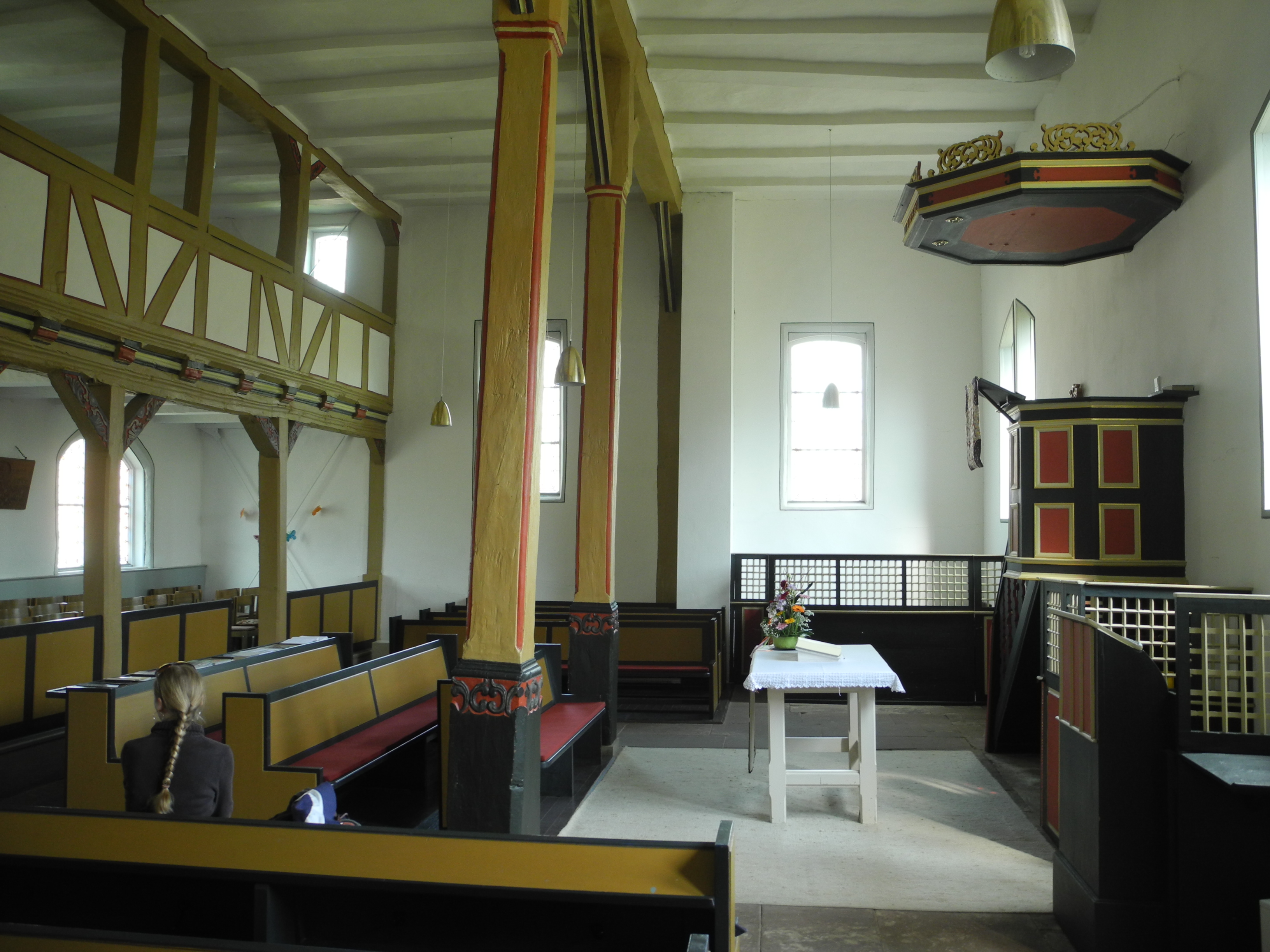
Innenraum (2017)

Die evangelische Kirche ist ein denkmalgeschütztes Kirchengebäude in Carlsdorf, einem Stadtteil von Hofgeismar im Kreis Kassel (Hessen). Sie wurde als Querkirche für angesiedelte Hugenotten nach Plänen von Paul du Ry errichtet. Die Kirchengemeinde gehört zum Kirchspiel Hofgeismar-Gesundbrunnen im Kirchenkreis Hofgeismar-Wolfhagen der Evangelischen Kirche von Kurhessen-Waldeck.

## Architektur
Die Kirche ist ein zweigeschossiger, gegliederter Fachwerkbau mit einem verschindelten Dachturm, der sich in die umgebende Wohnbebauung einordnet. Der Dachturm sitzt im Westen auf dem First des Satteldachs. Als Fachwerkbau knüpft die Kirche an die regionale Bauweise an und nicht an südfranzösische Traditionen.
Die Kirche in Carlsdorf ist „der einzige Quersaal unter den "Hugenotten- und Waldenserkirchen in Hessen-Kassel.“
Das Kircheninnere ist symmetrisch gegliedert. Zwei quadratische Holzstützen tragen den Längsunterzug. An der Südseite finden sich Kanzel und Stand des Pfarrers. Davor steht der Abendmahlstisch. Die Empore verläuft an der Nord- und Westwand.

## Baugeschichte
Erbaut wurde die Kirche in der ersten Kolonie französischer Migranten in Hessen-Kassel zwischen 1701 und 1704 nach Plänen von Paul du Ry, der auch den Grundriss des Dorfes entworfen hatte. Die Planungen für die Kirche stammen bereits aus dem Jahre 1699, als die Gemeinde durch ihren Greben Blaise Martin darum bat, sich einen Tempel errichten zu dürfen. Daraufhin wurde im August das zuständige Forstamt von der Landesherrschaft angewiesen, die nötigen Stämme zur Verfügung zu stellen, ergänzt durch eine landesherrliche Schenkung von 50 Stämmen im Oktober 1699. Eine Anweisung der Rentkammer von 100 Reichstalern unterstützte das Bauvorhaben der Gemeinde weiter, die selbst 100 Taler dazu beitragen wollte, nun aber alle übrigen Baukosten tragen musste. Wegen ihrer Armut musste sie Réfugiés Kollekten für den Kirchenbau veranstalten. Zusätzlich bewilligte Landgraf Karl von Hessen-Kassel weitere 52 Stämme Bauholz.
Die Untertanen der Ämter Grebenstein, Sababurg und Trendelburg mussten ab August 1702 Spanndienste leisten, um den Schiefer für das Kirchendach zu holen; demnach war der Rohbau zu dieser Zeit schon vollendet.
Zwei Landeskollekten, die letzte 1704, ermöglichten die Fertigstellung der Kirche, die am 19. Oktober 1704 eingeweiht wurde. Diese Jahreszahl steht auf dem Schalldeckel der Kanzel.

### Portal
Das reich geschnitzte und farbig gefasste Portal ist mit einer französischen Inschrift versehen, da die Kirche als Hugenottenkirche errichtet wurde.
Die Inschrift über dem Portal trägt die Jahreszahl 1702, wahrscheinlich das Datum des Richtfestes. Sie „rühmt die großherzige Unterstützung“ durch den Landesherrn. Links steht das Monogramm des Landesherren C+L+Z+H, gegenüber der hessische Löwe.

### Glocken
Der Landgraf stiftete zwei Glocken, eine im August 1704, eine kleinere im Februar 1705.